# モニカ・ナランホ
モニカ・ナランホ （Mónica Naranjo Carrasco、1974年5月23日 - ）は、スペインの歌手。スペインとラテンアメリカ圏内での人気があり、最もパワフルな歌手の一人として認知されている。 これまでにルチアーノ・パヴァロッティ、ロシーオ・フラド、ミ－ナ・マッツィーニなどの歌手と共演経験がある。

## 略歴

### デビュー

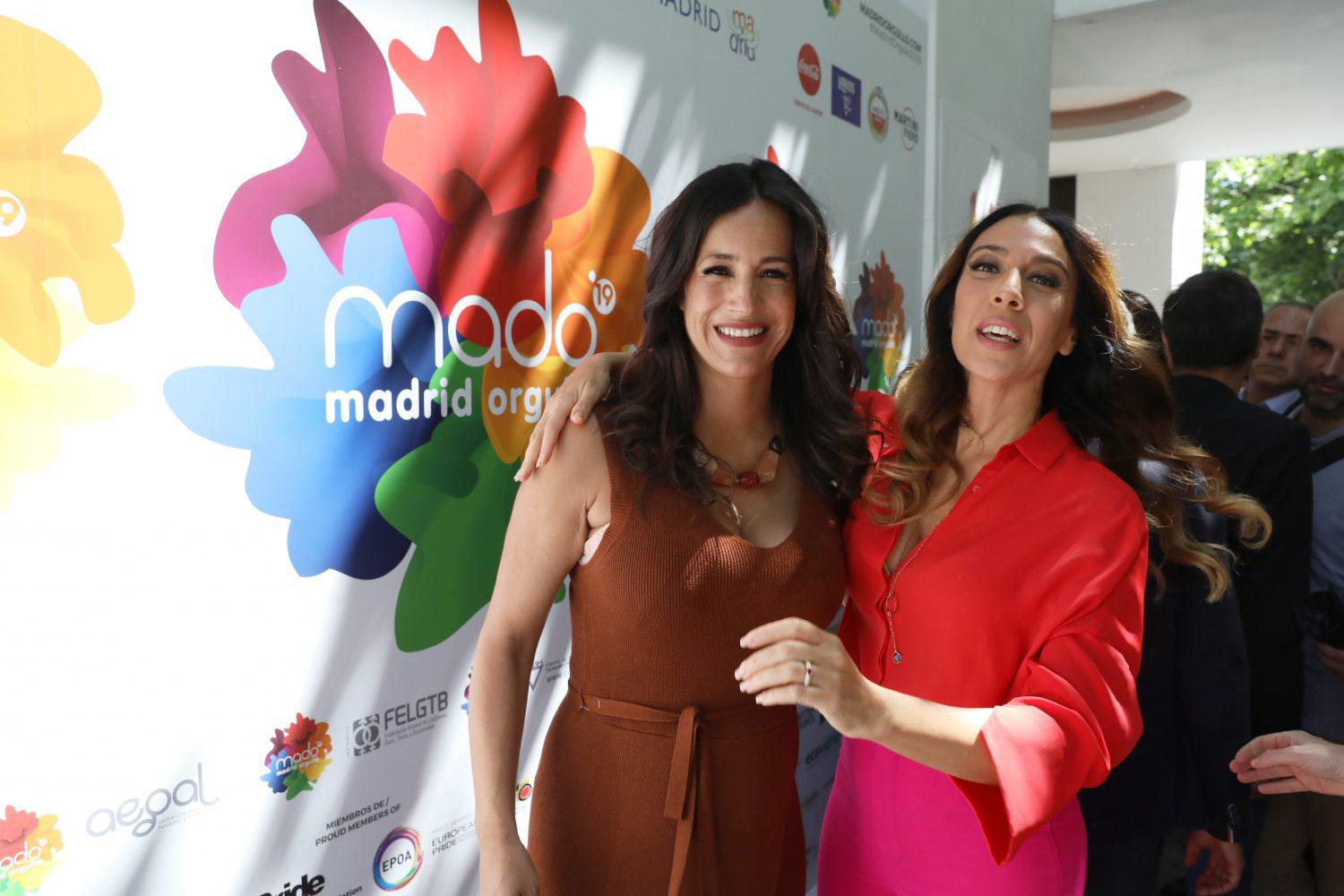
マドリードで行われたプライド・パレードに参加。隣はマドリード副市長のベゴーニャ・ビラシス（2019年6月19日）

ナランホは1994年にデビューアルバムを発表したが、スペインではそれほど注目を得られなかった。そのため、モニカはメキシコで運を試すことを決意し、かの地へ旅立った。
1994年8月28日、ナランホはSiempre en Domingoという番組でテレビに初登場した。何週間か前から、メキシコ国内のラジオ各局では彼女の最初のシングル“El amor coloca” が流されていた。この曲が大ヒットしたおかげで、1995年11月の21日と22日の両日、テアトロ・メトロポリタンにおいて2回のコンサートが開催されることになった。この頃には、すでに売上は250万枚に達していた。
1996年には、メキシコのエレス賞で90年代の最も素晴らしいポップ歌手の一人にノミネートされた。
同じく90年代には、Cristóbal Sansanoと共作した “Donde estarás” という曲をリッキー・マーティンに提供した。

### Palabra de mujer
モニカ・ナランホがラテンアメリカで予想外に成功したことを受け、レコード会社の重役たちは彼女をスペインで売り出そうと決断した。
1997年、モニカはセカンドアルバムPalabra de mujer を発表し、主にスペインとメキシコで350万枚を売り上げた。このアルバムのプロデューサーはCristóbal Sansanoだった。
1枚目と2枚目のアルバムにはかなりの変化と進展があった。この2枚目のアルバムによって素晴らしいボーカル力を持つアーティストとして認められ、人々からフィゲラスの黒豹として知られるようになり、セックス・シンボルでありディーヴァであると位置づけられた。
ファーストシングルDesátameのミュージックビデオの中で、モニカは大胆な衣装を身に着け、男たちを従え、彼女を愛撫する女たちに囲まれて登場する。同性愛的なほのめかしは明らかで、その時代においては非常に先端的なものであった。
スペインでのキャリアはアルバム発売から始まっていた。「モニカ・ナランホとは誰か？」というタイトルでShangayという雑誌の巻頭を飾ったのだ。このことと、彼女の歌詞の内容や官能的なビデオクリップとが相まって、彼女の作品は同性愛者たちからの支持を獲得していった。後に、Isabel Gemio司会のAntena3の番組Sorpresa, Sorpresa に出演したことで、彼女のスペインでの成功が決定的となった。
同年、モニカ・ナランホは世界で最も売れたラテン・アーティストとして、モナコでWorld Music Awardsを受賞した。やがて1998年の11月には、スペインにおけるこのアルバムのヒットが認められPremio Amigoを受賞する。アルバムには10曲が収録されており、そのうち8曲がシングルとして発売された。

### Minage
モニカは成功に恵まれたものの、その成功によって重大なストレスに苦しみ、もっと平穏な生活に隠遁し、アーティストとしてもっと進化するため新しい道を切り開いて行きたいと望むようになった。彼女の再登場は予定よりも遅れ、人々を驚かせた。
2000年に発売されたアルバム“Minage”は危険で個人的なモニカの賭けだった。このアルバムはモニカのお気に入りのイタリア人歌手、Minaに捧げられ、ほとんどの楽曲がMinaの往年のヒット曲をアレンジしたもの（スペイン語に翻訳されている）である。当時モニカは、子供の頃からMinaのファンであり、ずっと彼女の歌を歌いたいと思っていたと語っている。また、航空事故にもなりかねなかった飛行機のトラブルを経験したことも、このプロジェクトを推進させる一因となったと明らかにしている。モニカは人生とは短いものと実感し、『手遅れにならないうちに』彼女の望みを実現しようと決意したのである。
アルバムの準備をするため、モニカはMinaとのコラボレーションに着手した。アルバム内の１曲を彼女とデュエットし（"Él se encuentra entre tú y yo"）、ほとんどすべての楽曲のプロデュースをミナの息子であるMassimiliano Paniの手に委ねた。
“Enamorada”や“If you leave me now”などの数曲を録音するため、協力者としてPhil Manzanera（Roxy Musicの前メンバー）を、そしてCherの"Believe"、Enrique Iglesiasの"Bailamos"、Tina Turnerの"When The Heartache Is Over" などのヒット曲の生みの親、Brian RawlingやGraham Stackをプロデューサーとして迎え入れた。
ファーストシングル"Sobreviviré" は以前のモニカのスタイルとはかなり異なるロック調の曲だったが、それにもかかわらず大ヒットとなり、現在まさしく誰もが知るアンセムとなっている。
同じ年に、コンサートでLuciano PavarottiやAl Banoとのデュエットを実現した。Pavarottiとは"Agnus dei"(叙情詩)と"All you need is love"（The Beatles）を歌った。

### Chicas malas
2001年、モニカ・ナランホは4枚目のアルバムChicas Malasを発表した。Diane Warren, Gregg Alexander, Louis Biancaniello が参加し、制作や録音に関しては、その当時までの彼女のキャリアにおいて最も野心的なものとなった。このタイトルはMae Westの有名なセリフ、「良い娘たちは天国へ行くけど、悪い娘たちはどこへでも行くわ」から取ったものである。
アルバムは発売後第1週目に10万枚を売り上げた。

### Bad Girls
2003年の初めに、同アルバムのインターナショナル版を発売した。

### Colección Privada
自分自身に向き合うため自主的に歌手活動から身を引いていたモニカは、約2年間の沈黙の後、2005年に11年間のキャリアのベスト盤であるColección Privadaを発表した。
このベスト盤は2つのバージョンが制作された。２枚組ＣＤの通常版と、限定版の豪華なケース入りのものである。これは収集家にとって収集物の一部となった。限定版には、彼女の4枚のアルバムから選りすぐった楽曲と、素晴らしい写真、ライブアルバム、DVD（Minageツアーのコンサートと、ビデオクリップやディスコグラフィーなどの特典など…）、未発表曲"Enamorada De Ti" が収められている。

### Tarántula
スタジオでの最後のアルバム制作から6年がたち、このアルバムによってモニカ・ナランホは帰還した。新作のプロデューサーは、スコットランドのエレクトロニック・ロックグループ、Union of KivesのメンバーであるChris GordonとDave McCleanの二人である。Matt Dunkleyは、Chris GordonとGeoff Fosterの監督の下、アルバムの弦楽器と管弦楽用編曲を担当した。
José Manuel Navarroは12曲中10曲の作詞を担当した。残り２曲の歌詞はManny Benitoが "Revolución"を、Dave McCleanとChris Gordonが、モニカとともに"El Descanso"を手掛けた。これら2曲はモニカ自身によって作曲され、Chris GordonとDave McCleanが最終的なプロデュースを行った。
エンジニアリングとPro-Toolsの作業はJordi Buch、Chris Gordon、Daniel Morrisonが担当した。Stephen Fitzmaurice はKylie Minogue, Craig David, Jamelia, Tina Turner, U2, Seal, Depeche Modeなどのアーティストに協力したことがあり、ニュー・アルバムの12曲中6曲のミックスを担当した。
グラスゴー、ロンドン、バルセロナ、プラハで録音された。アルバムはニューヨーク市のThe LodgeでEmiliy Lazarによってマスタリングされた。
2月に音楽シーンへの復帰となるシングルEuropaが流れ始め、3月にＣＤとデジタルフォーマットで発売され、スペイン国内アーティストのシングル売上第１位となり、10週連続でその地位を保った。
7月には、第2弾シングル"Amor Y Lujo" が、Juan Belmonte、Jordi Buchによるリミックス版とJuan Marreoによるミュージックビデオとともに発売された。このシングルは12週連続で売上第1位を維持した。
さらに、このアルバムはPromusicaeによってスペインで2つのプラチナディスクに認定され、2009年の6月までにトータルで25万枚を売り上げた。
8月にはTarántulaの特別限定版が発売された。これにはリミックスと、2つのビデオクリップ、メイキング映像、2007年に行われたTarantulaの録音について語るオーディオビジュアル資料が含まれたDVDがついている。前述の再編集版によって再び売上第1位に返り咲き、6週連続でその座を守り、12万枚以上を売り上げた。
現在モニカは、Adagio Tour 公演で最高の評価を獲得しつつある。この公演ではマドリッド交響楽団、ヌールのソプラノ及びテノール合唱団と共演し、彼女の代表作の数々を交響曲にアレンジしている。

## ディスコグラフィー
- 1994年 Mónica Naranjo
- 1997年 Palabra De Mujer
- 2000年 Minage
- 2001年 Chicas Malas
- 2003年 Bad Girls  （Chicas Malas）の英語盤
- 2005年 Colección Privada  ベスト盤
- 2008年 Tarántula